# 4972 Pachelbel
4972 Pachelbel (1989 UE7) là một tiểu hành tinh vành đai chính được phát hiện ngày 23 tháng 10 năm 1989 bởi F. Borngen ở Tautenburg.